# District de Haibowan
Le district de Haibowan (海勃湾区 ; pinyin : Hǎibówān Qū) est une subdivision administrative de la région autonome de Mongolie-Intérieure en Chine. C'est l'un des trois districts de la ville-préfecture de Wuhai.